# Sclerolaena stylosa
Sclerolaena stylosa là loài thực vật có hoa thuộc họ Dền. Loài này được (Ising) A.J. Scott miêu tả khoa học đầu tiên năm 1978.